# Adam Chryzostom Eperyaszy
Adam Chryzostom Eperyaszy herbu własnego – wojski żmudzki w latach 1673–1699.
W 1674 roku był elektorem Jana III Sobieskiego z Księstwa Żmudzkiego.